# 二俣町鹿島
二俣町鹿島（ふたまたちょうかじま）は静岡県浜松市天竜区の大字。住居表示未実施。

## 地理
浜松市天竜区の南部に位置する。東で浜名区上島、西で渡ケ島・浜名区於呂・根堅、南で二俣町南鹿島、北で二俣町二俣と接する。

### 河川
- 天竜川

## 歴史

### 沿革
- 1875年（明治8年） - 北鹿島村と西鹿島村が合併し、鹿島村となる[WEB 7]。
- 1889年（明治22年）4月1日 - 町村制の施行により、豊田郡鹿島村が周辺の村と合併し、豊田郡二俣町となる[WEB 8]。旧村名は二俣町の大字として残る[WEB 9]。
- 1896年（明治29年）4月1日 - 郡制の施行により、二俣町の所属郡が磐田郡に変更となる。
- 1956年（昭和31年）9月30日 – 二俣町が周辺の村と新設合併して磐田郡二俣町となる。
- 1958年（昭和33年）11月3日 – 二俣町が市制施行して天竜市となる。住所表記を大字鹿島から二俣町鹿島に変更する。
- 2005年（平成17年）7月1日 – 天竜市外10市町村が浜松市に編入される。
- 2007年（平成19年）4月1日 - 浜松市が政令指定都市となる。二俣町鹿島は天竜区の一部となる。

## 施設
- 浜松市立清竜中学校
- 静岡県北遠総合庁舎
- 浜松市鹿島市民サービスセンター
- 遠州鉄道・天竜浜名湖鉄道西鹿島駅
- 天竜西鹿島郵便局
- ファミリーマート天竜西鹿島駅前店
- 日蓮宗 妙雲寺
- 椎ヶ脇神社

## 交通

### 鉄道
- 遠州鉄道線：（新浜松 方面 - ）西鹿島
- 天竜浜名湖鉄道線：（新所原 方面 - ）西鹿島（ - 掛川 方面）

### バス
- 遠鉄バス秋葉線・鹿島線：（厚生会 方面 - ）天竜病院坂下 - 鹿島橋 - 清竜中学 - 西鹿島駅 - 清竜中学 - 鹿島橋 - 北鹿島（ - 山東・春野 方面）
- 浜松市自主運行バス北遠本線：西鹿島駅 - 清竜中学 - 鹿島橋 - 北鹿島（ - 水窪町 方面）
  - 水窪タクシーに委託
  - 年末年始は運休
- 浜松市天竜ふれあいバス阿多古線・小堀谷線・清水線：（杏林堂西鹿島駅前店 方面 - ）西鹿島駅 - 清竜中学 - 鹿島橋 - 天竜病院坂下（ - 小堀谷/石神・くんま水車の里 方面）
  - 遠鉄タクシーに委託
  - 阿多古線は平日運行、小堀谷線は月・水運行、清水線は火・木運行、各線祝日及び年末年始は運休、事前予約制
- 浜松市浜北コミュニティバス赤佐中瀬線：（浜北駅 方面 - ）西鹿島駅（ - 上島区民センター 方面）
  - 浜松バスに委託
  - 月・木曜運行、年末年始は運休

### 道路
- 国道152号
- 静岡県道45号天竜浜松線（笠井街道）
- 静岡県道344号二俣浜松線

## その他

### 学区
小学校・中学校の学区は以下の通りである。
- 浜松市立二俣小学校
- 浜松市立清竜中学校

### 警察
警察の管轄区域は以下の通りである。
| 番・番地等 | 警察署     | 交番・駐在所       |
| ---------- | ---------- | ------------------ |
| 全域       | 天竜警察署 | 西鹿島警察官駐在所 |

### 消防
消防の管轄区域は以下の通りである。
| 番・番地等 | 消防署     | 本署/出張所 |
| ---------- | ---------- | ----------- |
| 全域       | 天竜消防署 | 本署        |

### WEB
1. ↑  “h02_22.csv”.   総務省 (2022年2月10日). 2024年10月21日閲覧。
2. ↑  “静岡県浜松市天竜区 (22137)｜国勢調査町丁・字等別境界データセット”.   人文学オープンデータ共同利用センター. 2024年10月26日閲覧。
3. ↑  “静岡県 浜松市天竜区 二俣町鹿島の郵便番号 - 日本郵便”.   日本郵便. 2024年10月21日閲覧。
4. ↑  “市外局番の一覧”.   総務省 (2022年3月1日). 2024年10月21日閲覧。
5. ↑  “事業所案内及び管轄地域（事務所3件、分室3件）”.   一般社団法人静岡県自動車会議所. 2024年10月21日閲覧。
6. ↑  “住居表示実施状況／浜松市”.   浜松市 (2024年1月4日). 2024年10月21日閲覧。
7. ↑  “解説ページ”.   株式会社エア. 2024年10月21日閲覧。
8. ↑  “historyofcities.pdf”.   静岡県総務部合併推進室・財団法人静岡県市町村振興協会. 2024年10月21日閲覧。
9. ↑  “解説ページ”.   株式会社エア. 2024年10月21日閲覧。
10. ↑  “学校名から探す／浜松市”.   浜松市 (2024年1月1日). 2024年10月21日閲覧。
11. ↑  “西鹿島駐在所｜静岡県警察”.   静岡県警察 (2023年1月11日). 2024年10月21日閲覧。
12. ↑  “消防署の町別管轄「ふ」／浜松市”.   浜松市 (2023年4月3日). 2024年10月21日閲覧。